# Protyven
Protyven, česky také Protivín nebo Protiveň, ukrajinsky Противень, maďarsky Félszeg, rumunsky Protiven) je část obce Nyžnij Bystryj, v Horinčovském jednotném územním společenství, v okrese Chust, v Zakarpatské oblasti Ukrajiny. V roce 2001 zde žilo 652 obyvatel, převážně Rusínů. Na okraji obce se nachází Elektrárna Terebla-Rika.

## Místní části
- Dykyj, ukrajinsky Дикий, rusínsky Дикый
- Pryčalyny, ukrajinsky Причалини, rusínsky Причалины
- Ryly, ukrajinsky Рипи, rusínsky Ріпа
- Meledjuk, ukrajinsky Меледюк, rusínsky Меледюк